# Departamento de Illela
Illéla es un departamento situado en la región de Tahoua, de Níger. En diciembre de 2012 presentaba una población censada de 335 785 habitantes. Está formado por las siguientes comunas o municipios, que se muestran asimismo con población de diciembre de 2012:
- Badaguichiri 115,491
- Illéla 142,214
- Tajaé 78,080[1]